# 波蘭電視台第三台
波蘭電視台第三台（波蘭語：TVP3）是波蘭電視台一條於2002年開播的電視頻道，由16條涵蓋各省的下屬電視頻道組成。這條頻道會在每天早上和夜晚合共兩個時段播放由下屬頻道各自製作的地區性節目，而其餘時段則會共同播放各類資訊節目。